# Rubix GmbH
Die Rubix GmbH ist ein im Großhandel mit technischen Maschinenelementen tätiges Unternehmen. Das Unternehmen beschäftigt deutschlandweit an 47 Standorten rund 1.850 Mitarbeiter und erwirtschaftete mit seinen verbundenen Unternehmen im Jahr 2019 einen Umsatz in Höhe von 530 Mio. Euro.

## Geschichte
1923 wurde im niederbayerischen Deggendorf die Firma Zitzlsperger Landtechnik gegründet. Nach der Neuausrichtung als technischer Händler, ging daraus die im Jahre 1998 gegründete ZITEC Industrietechnik GmbH hervor.
2000 erfolgte der Umzug nach Plattling, wo das Unternehmen bis heute seinen Hauptsitz hat. 2007 erhielt ZITEC den Preis Bayerns best 50 vom Bayerischen Staatsministerium für Wirtschaft und Medien, Energie und Technologie.
2012 wurde die ZITEC Gruppe durch die Zusammenführung der ZITEC Industrietechnik GmbH und der JUNG Gruppe gegründet und ging eine Allianz mit der Industrial Parts Holding aus Frankreich ein.
Im Jahre 2015 kam es im Rahmen einer Allianz zwischen der IPH Gruppe und der KISTENPFENNIG AG zur Angliederung der Firma KISTENPFENNIG an die ZITEC Gruppe.
2016 übernahm die ZITEC Gruppe die HEPA Wälzlager GmbH & Co. KG mit Sitz in Rostock. 2017 wurde im Zuge eines Investorenwechsels eine Zusammenarbeit mit der Brammer GmbH begonnen, 2019 wurde das Unternehmen zur Rubix GmbH umbenannt.
2019 schlossen sich die Schäfer Technik GmbH mit Sitz in Neu-Ulm und die LERBS GmbH mit Sitz in Bremen Rubix an.
2020 übernahm Rubix die Walter Gondrom GmbH & Co. KG aus Köln.
Heute gehört die Rubix GmbH zum Rubix Konzern der im Juni 2017 durch den Zusammenschluss zwischen IPH und Brammer nach der Übernahme von Advent International gegründet wurde.

## Produkte
Die Rubix GmbH beliefert Kunden aus den Bereichen Industrie, Maschinenbau und Instandhaltung mit 380.000 Produkten aus folgenden Sortimenten:
- Wälzlager
- Lineartechnik
- Ketten
- Treibriemen
- Antriebstechnik
- Fluidtechnik
- Normalien
- Werkzeug
- Betriebsbedarf
- Persönliche Schutzausrüstung

Daneben werden produktbegleitende Dienstleistungen angeboten. Darunter technische Services wie Inspektion, Instandsetzung und Wartung, sowie kaufmännische Dienstleistungen im Bereich Lieferantenmanagement, ABC-Analyse, E-Business und Logistik.

## Logistikzentrum
Im Jahr 2013 wurde am Firmenhauptsitz in Plattling das neue Logistikzentrum der Rubix GmbH (damals ZITEC Industrietechnik GmbH) eröffnet. Von hier aus werden täglich mehr als 4.000 Pakete ausgeliefert. Auf 12.500 Quadratmetern finden sich ein automatisches Kleinteilelager mit ca. 80.000 Stellplätzen der TGW Logistics Group sowie Paletten- und Fachbodenläger.